# Contrafacere

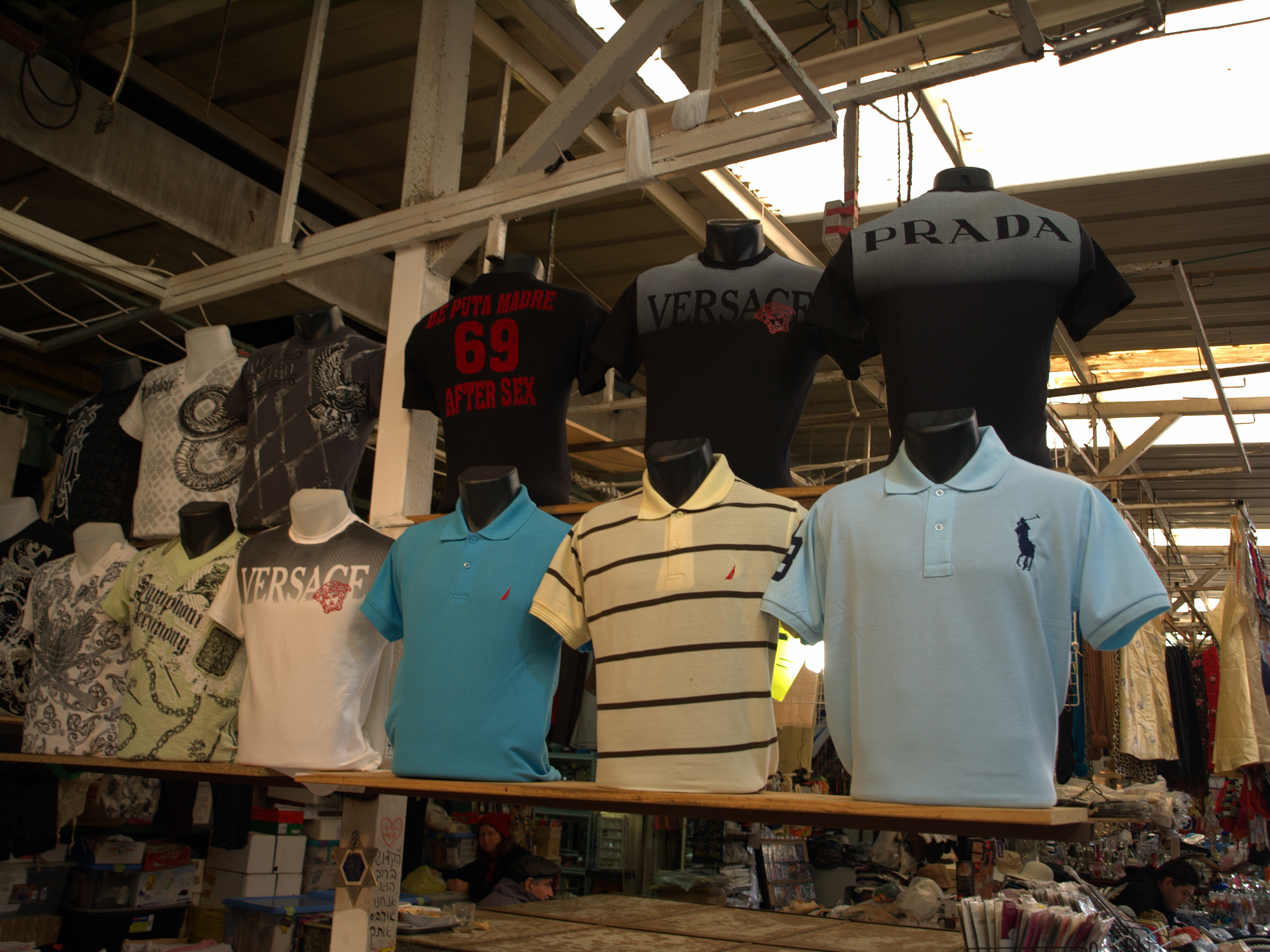
Produse contrafăcute într-un bazar.

Contrafacerea reprezintă procesul de falsificare a unor bunuri sau materiale, prin imitarea a ceva autentic, cu intenția de a fura, distruge sau înlocui originalul, pentru a fi folosit în tranzacții ilegale sau pentru a înșela persoanele să creadă că falsul are o valoare egală sau mai mare decât realitatea, care are loc în condițiile ignorării normelor legislative ale unei țări sau regiuni. Produsele contrafăcute sunt falsuri sau replici neautorizate ale produsului real. Produsele contrafăcute sunt adesea produse cu intenția de a profita de valoarea superioară a produsului imitat. Cuvântul "contrafăcut" descrie frecvent atât falsificarea monedelor și bancnotelor, cât și documentele, precum și imitațiile unor articole cum ar fi îmbrăcămintea, genți de mână, încălțăminte, produse farmaceutice, piese pentru avioane și automobile, ceasuri, electronice (atât piese cât și produse finite), software,  lucrări de artă, jucăriile și filmele.
Produsele contrafăcute tind să aibă logouri și mărci false ale companiei (care rezultă în încălcarea brevetului sau mărcii comerciale în cazul bunurilor), au o reputație de calitate inferioară (uneori nu funcționează deloc) și pot include chiar elemente toxice, cum ar fi plumbul. Acest lucru a dus la moartea a sute de mii de persoane, din cauza accidentelor de autovehicule și aviație, otrăviri sau încetează să mai ia compuși esențiali (de exemplu, în cazul în care o persoană ia medicamente care nu funcționează).
Contrafacerea banilor este, de obicei, atacată agresiv de guvernele din întreaga lume. Banii din hârtie sunt  cele mai populare produse contrafăcute.
În România, contrafacerea sau folosirea, fără drept, a obiectului unei invenții, precum și însușirea, fără drept, în orice mod, a calității de inventator se pedepsesc cu închisoare strictă de la un an la trei ani sau cu zile-amendă.